# Atritermus pedestris
Atritermus pedestris är en stekelart som beskrevs av Belokobylskij, Zaldivar-riveron och Donald L.J. Quicke 2007. Atritermus pedestris ingår i släktet Atritermus och familjen bracksteklar. Inga underarter finns listade.